# Dampfpflug

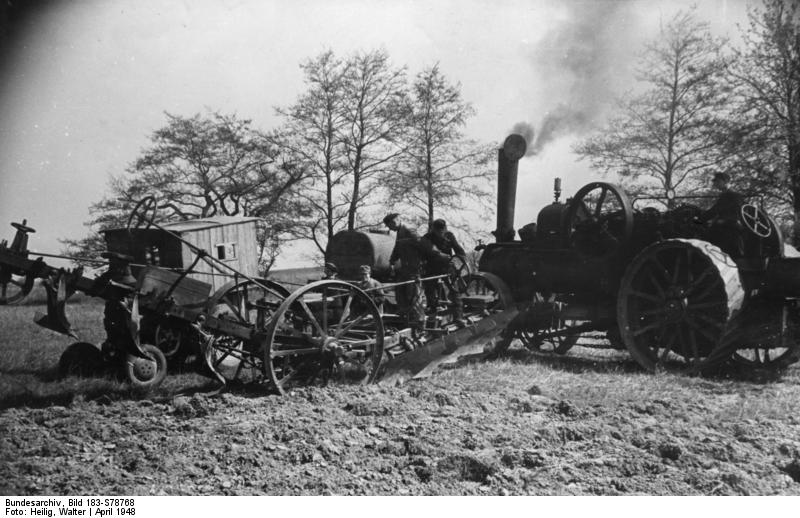
Ein Dampfpflug im Einsatz (Oderbruch, 1948)

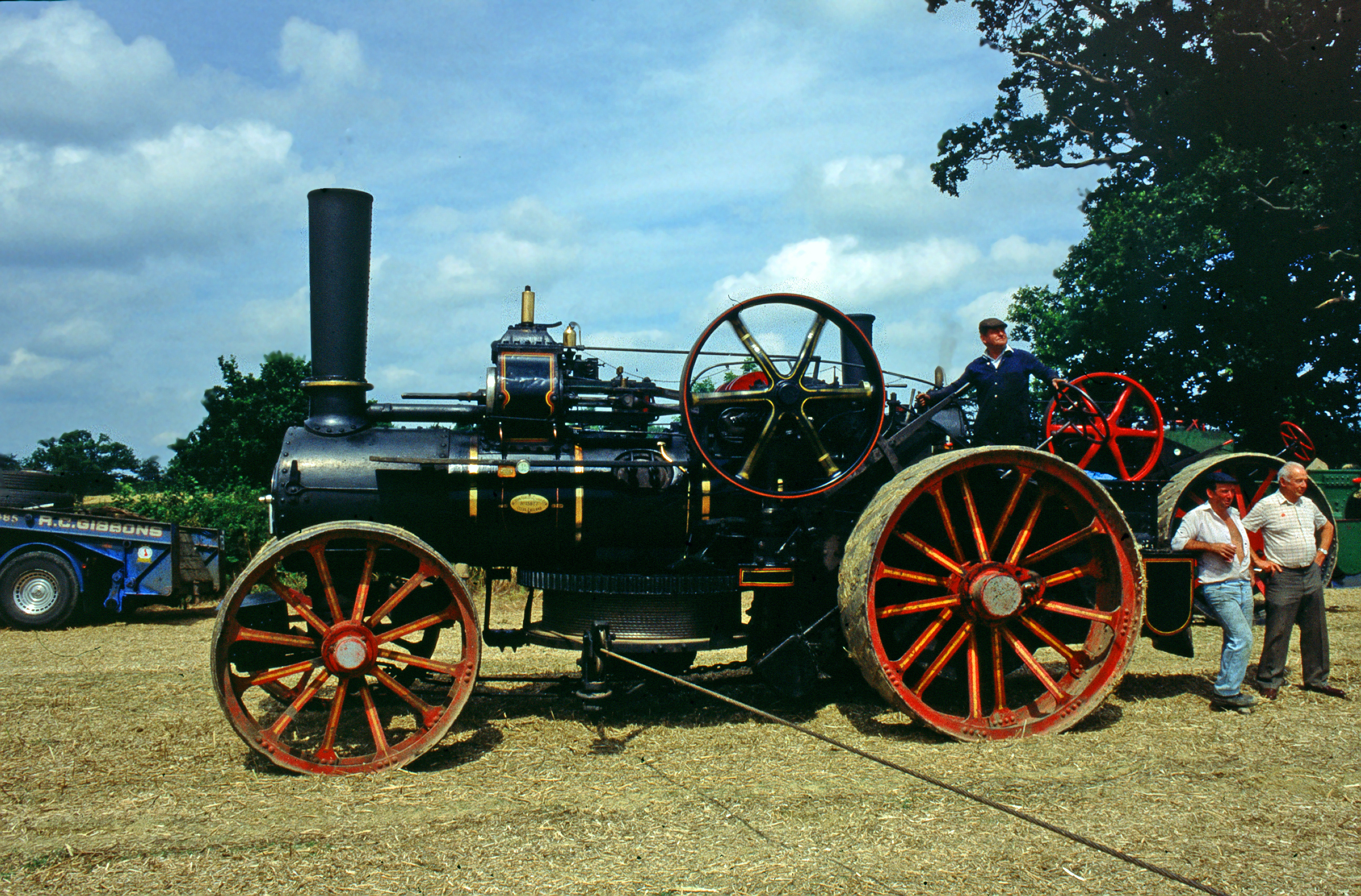
Pfluglokomotive der Firma John Fowler & Co. im Einsatz. Unter dem Dampfmaschinenkessel die horizontale Seilzugtrommel mit der Wickelvorrichtung und von dieser abgehend das Stahlseil

Ein Dampfpflug ist ein mittels Dampfkraft angetriebener Maschinenpflug. Er wurde in der Mitte des 19. Jahrhunderts erfunden und war ein erster Schritt der Mechanisierung der Bodenbearbeitung in der Landwirtschaft, welche vorher ausschließlich mit tierischer bzw. menschlicher Muskelkraft verrichtet werden konnte.

## Bestandteile

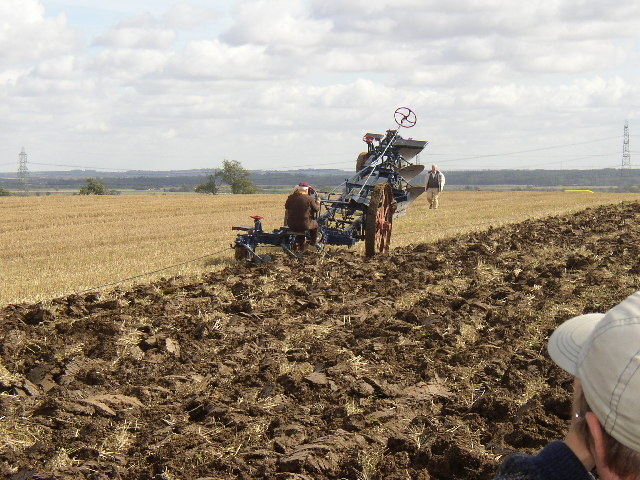
Kipppflug eines Dampfpflugsatzes beim Stoppelumbruch

Ein arbeitsfähiger Dampfpflug-Satz bestand zumeist aus zwei selbstfahrenden Lokomobilen, Dampfpfluglokomotiven genannt, die mit einer zunächst vertikal, später nur noch horizontal unter dem Dampfkessel angeordneten Seilwinde ausgestattet waren; weiter dem dazugehörigen Kipp-Pflug, einem Mannschaftswagen, zwei Wasserwagen und einer Mannschaft, bestehend aus bis zu zwölf Mann.
Beim Dampfpflügen wurde mittels der Seilwinden der Pflug zwischen den am Ackerrand den Vorlauf besorgenden Lokomobilen über den Acker gezogen. Die Pfluglokomotiven selbst bewegten sich nur über die Wege am Feldrand, dem sogenannten Vorgewende. Auf dem Pflug saßen anfangs zwei Mann, ein Lenker und ein Gehilfe zum Einsetzen und Kippen des Pfluges. Neben den Kipppflügen gab es noch weitere Bodenbearbeitungsgeräte zum Einsatz mit den Dampfpflugsätzen, insbesondere Grubber. Diese wurden zum Wechsel der Arbeitsrichtung nicht gekippt, sondern verfügten über eine Vorrichtung, die den Grubber beim Wechsel der Zugrichtung des Seiles wendete.

## Nachteile
Das Verfahren war wegen der hohen Anschaffungskosten der Dampfpflugsätze und systembedingt wirtschaftlich nur auf großen Flächen einsetzbar, bot dann aber im Vergleich zur Gespannarbeit deutliche Kostenvorteile.
Die Pfluglokomotiven waren im Vergleich zu modernen Ackerschleppern sehr schwer.
Ein Befahren des Ackers zum direkten Ziehen des Pflugs, wie heute mit Traktoren üblich, war aufgrund der Beschaffenheit (Tiefgründigkeit) der europäischen Kulturböden daher nicht möglich. Auf den tragfähigeren Prärieböden in Amerika gab es hingegen vielfach auch Dampftraktoren, also selbstfahrende Lokomobile, die Ackergeräte oder Anhänger direkt, also ohne Seilzug, ziehen konnten.

## Entwicklung

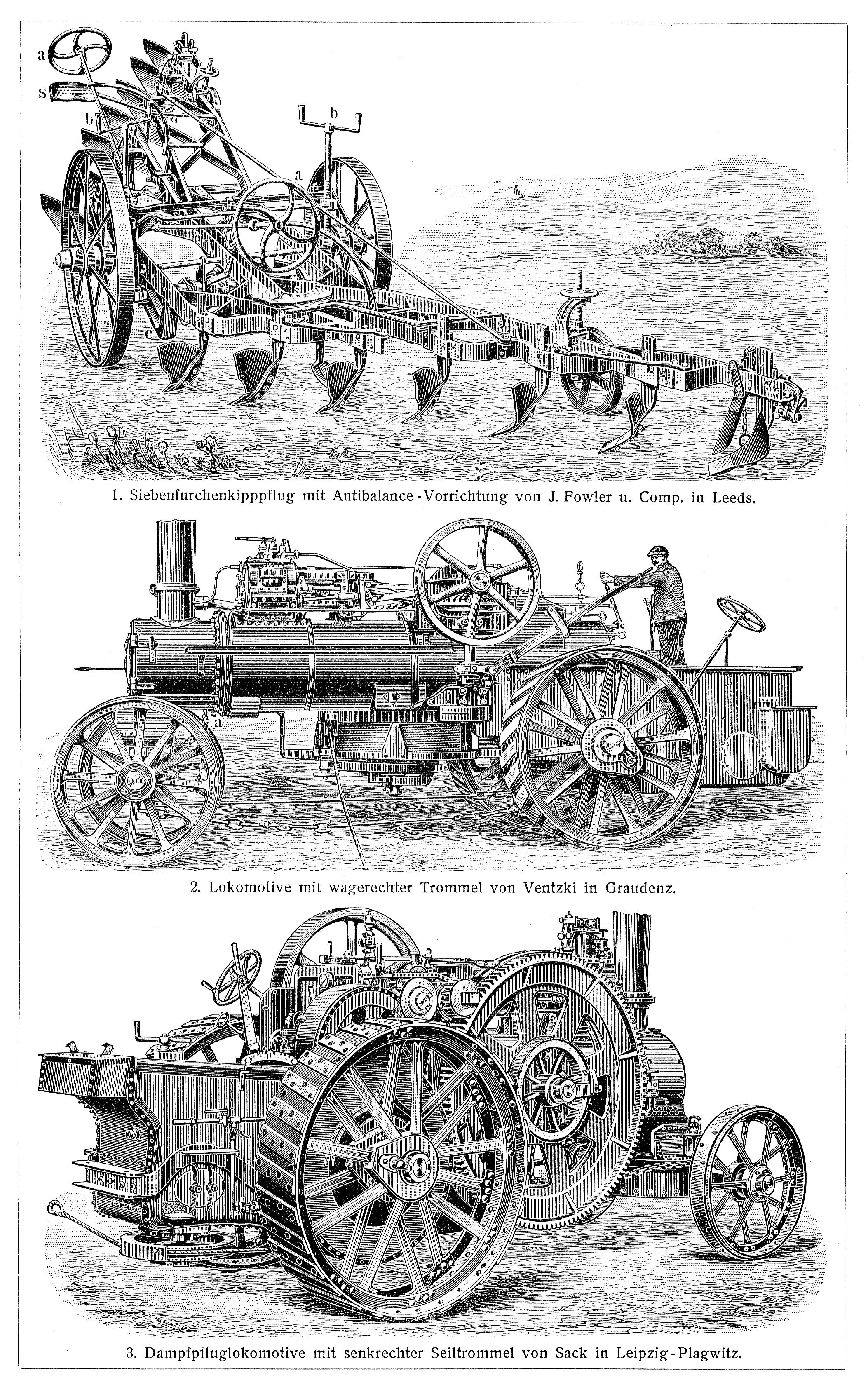
Dampflokomobile mit Seilzug und Balance-Kipp-Pflug (1908)

Der englische Ingenieur John Fowler entwickelte in den 1850er Jahren das sog. Zweimaschinensystem, bei dem je eine Lokomobile an jedem Feldrand fährt. Jede Maschine zog mit ihrer Winde den Kipppflug abwechselnd über das Feld. Erst durch diese Entwicklung trat der Dampfpflug seinen Siegeszug durch die ganze Welt an.
Die Seilspul-Vorrichtung, die den horizontalen Einbau der Winde ermöglichte, wurde, neben anderen Erfindungen um die Dampfpflugtechnik, von Max Eyth entwickelt.
Zu Anfang des Dampfpflügens gab es auch Einmaschinen-Systeme, die mit einer einzigen, anfangs nicht einmal selbstfahrenden Dampflokomobile auskamen und statt der zweiten Maschine Umlenkrollen und sogenannte Ankerwagen verwendeten. Dazu musste die Lokomobile jedoch mit zwei Winden ausgestattet sein.

## Arbeitsweise

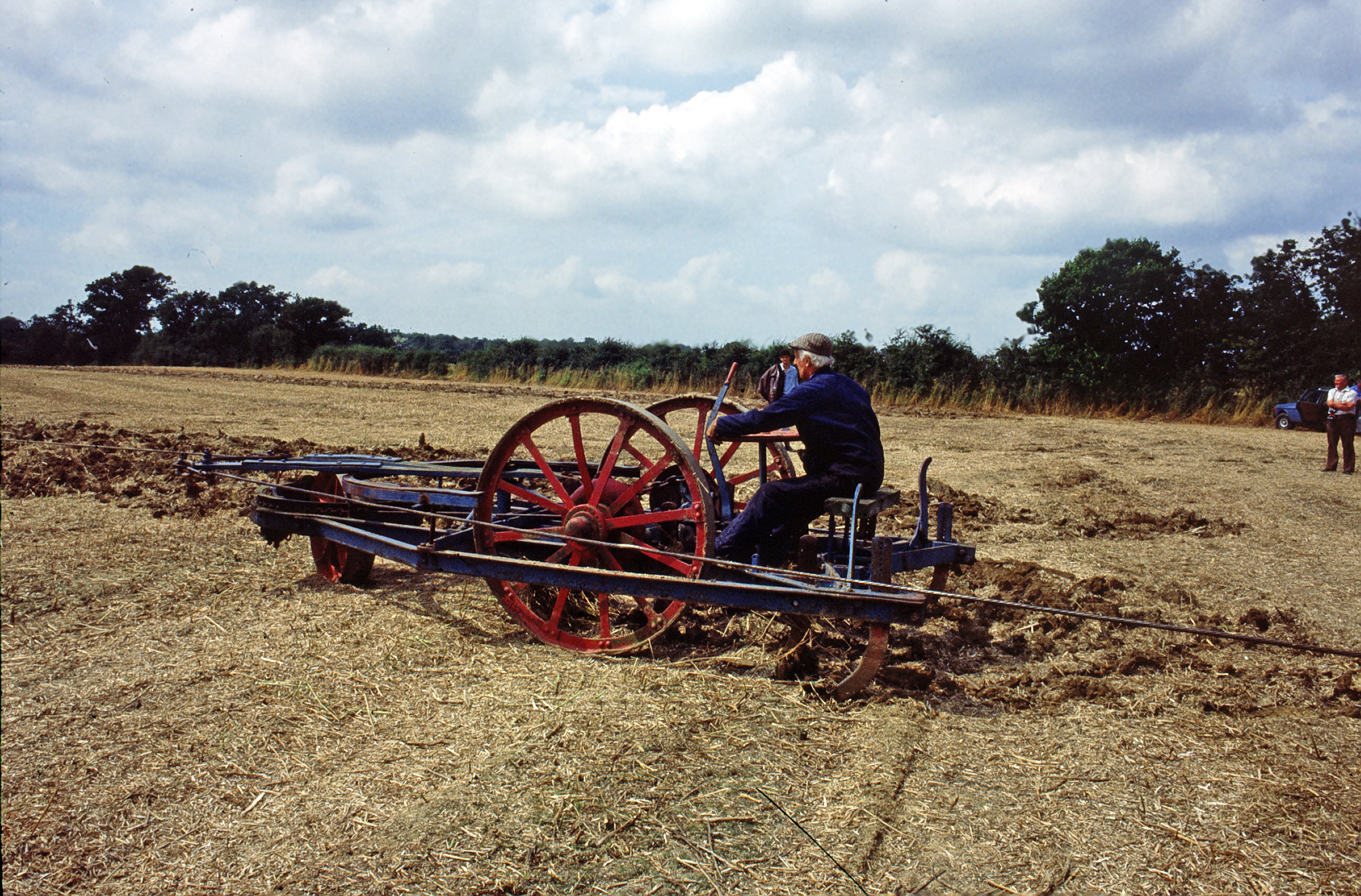
Grubber für Dampfpflug-Satz

Das Pflügen geschah folgendermaßen: Die Maschine, auf deren Rand des Ackers sich der Pflug befand, signalisierte mit einem Pfiff der Dampfpfeife die Bereitschaft. Daraufhin fuhr die andere Maschine ein Stück weiter vorwärts und begann darauf, den Pflug über den Acker zu ziehen. Das Seil der ersten Maschine blieb – vom Antrieb entkoppelt – mit dem Pflug verbunden, dadurch wurde das Seil abgespult und zusammen mit dem Pflug zum anderen Rand des Ackers gezogen. Dort angekommen, stoppte der Maschinist der ziehenden Maschine den Seilzug und der Pflug wurde für das Pflügen in die andere Richtung gekippt. Die Bauform des Kipp-Pfluges machte ein Wenden des Pfluges überflüssig. Danach begann der Vorgang von neuem, diesmal in die entgegengesetzte Richtung.

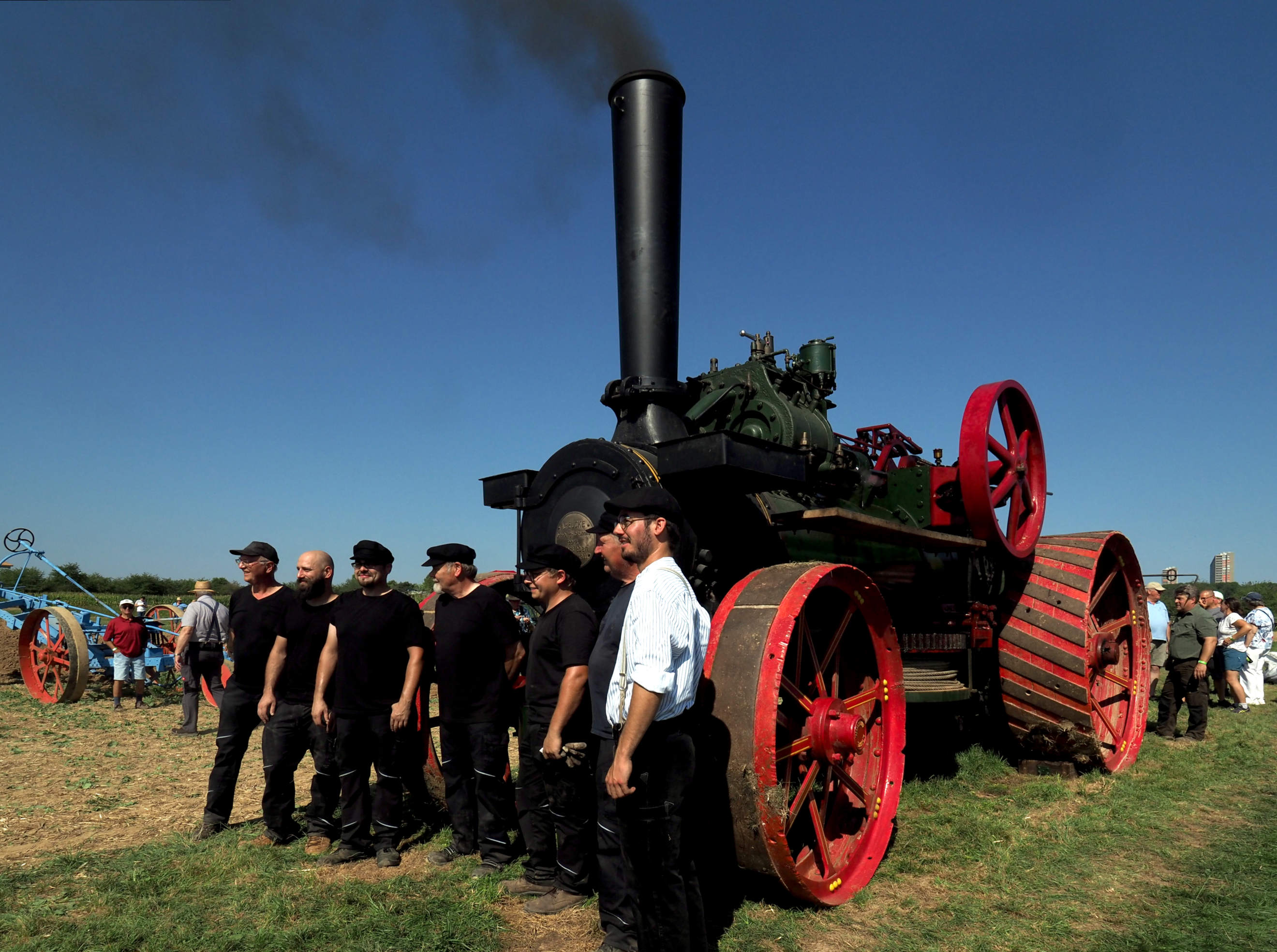
Lokomobil, angeheizt, mit Mannschaft

Die kapitalintensiven Maschinensätze befanden sich in Westdeutschland meist nicht im Besitz der Landwirte, sondern wurden von eigenständigen Unternehmern oder Genossenschaften betrieben, die das Pflügen im Auftrag durchführten. Die Landwirte hatten dafür bestimmte Eigenleistungen zu erbringen, so z. B. das für den Betrieb der Dampfmaschinen nötige Wasser und Kohlen bereitzustellen.
Auf ostdeutschen Gütern, z. B. in Pommern oder Ostpreußen, gab es auch Betriebe, die eigene Dampfpflugsätze in Betrieb hatten.
Ein kompletter Dampfpflugsatz mit zwei Maschinen und einem fünfscharigen Kipppflug ist im Deutschen Landwirtschaftsmuseum in Hohenheim betriebsfähig erhalten.

## Hersteller
Bekannte Hersteller von Dampfpflug-Sätzen waren die Unternehmen John Fowler & Co., J. Kemna, Borsig, A. Heucke und Ottomeyer. Anfang des 20. Jahrhunderts wurde die Firma „Julius Kemna“ das „führende Dampfpflug-Unternehmen auf dem europäischen Kontinent und drang auf dem Weltmarkt in die Monopolstellung englischer Firmen ein“.
Weiterhin fertigten auch Assmann & Stockder, Henschel & Sohn, die Maschinenfabrik Esterer und einige weitere Hersteller Pflug-Lokomobilen.

## Dampfpflüge in der Moorkultivierung

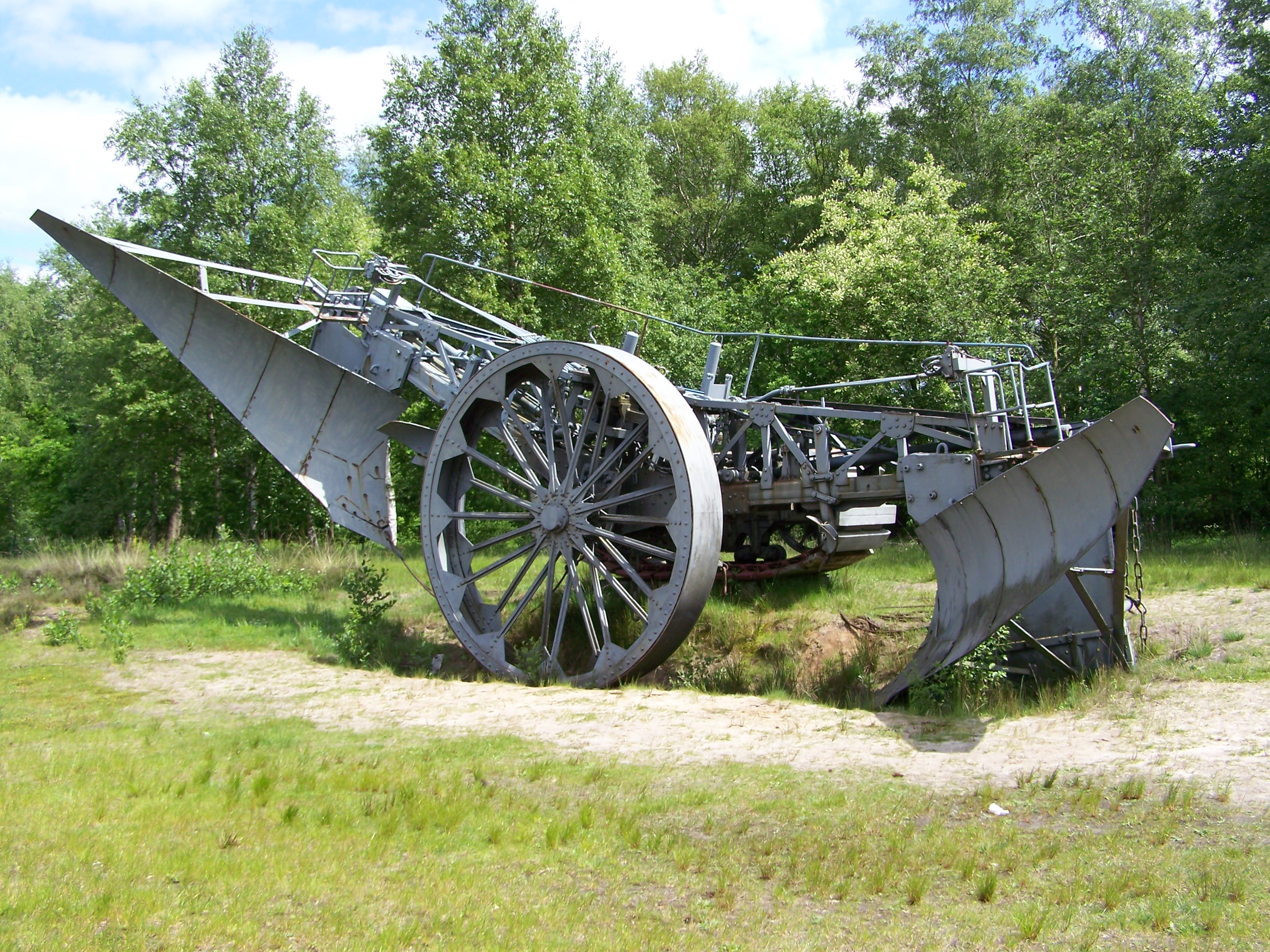
Mammutpflug im Moormuseum Hesepe

Die Dampfpflug-Kultur endete in Deutschland erst in den 1970er Jahren. Zwar pflügte man bereits ab etwa 1920 kaum noch mit Dampfpflügen, jedoch blieben die Dampfmaschinen bei der Moorkultivierung (z. B. im Emsland) noch sehr lange in Betrieb.
Die Firma Ottomeyer in Bad Pyrmont entwickelte 1950 zur Moorkultivierung einen einscharigen Tiefpflug, der eine Arbeitstiefe bis 2,15 m erreichte. Dieser sog. Kuhlpflug, Typ Mammut, hatte ein Furchenrad von 4 m Durchmesser und auf der Gegenseite ein Raupenfahrwerk, um nicht im Moor zu versinken.
Mittels dieses Pfluges wurden nach dem Zweiten Weltkrieg im Emsland große Moorflächen in Sandmischkulturböden verwandelt. Der Mammut konnte nur von jeweils zwei starken Dampfmaschinen auf jeder Seite gezogen werden. Diese sehr modernen Dampfmaschinen hatten bereits etwa 500 PS pro Maschine, so dass zusammen etwa 1000 PS am Zugseil des Pfluges zogen.
Die Moorkultivierung mittels Dampfkraft endete nicht etwa wegen der Technik, sondern weil aufgrund steigender Erträge im Ackerbau die weitere Erschließung von Moorböden zur Ernährungssicherung der Bevölkerung nicht mehr erforderlich war. Auch erkannte man zunehmend die ökologische Bedeutung der Moore und suchte, die verbliebenen Moorflächen unter Naturschutz zu stellen.

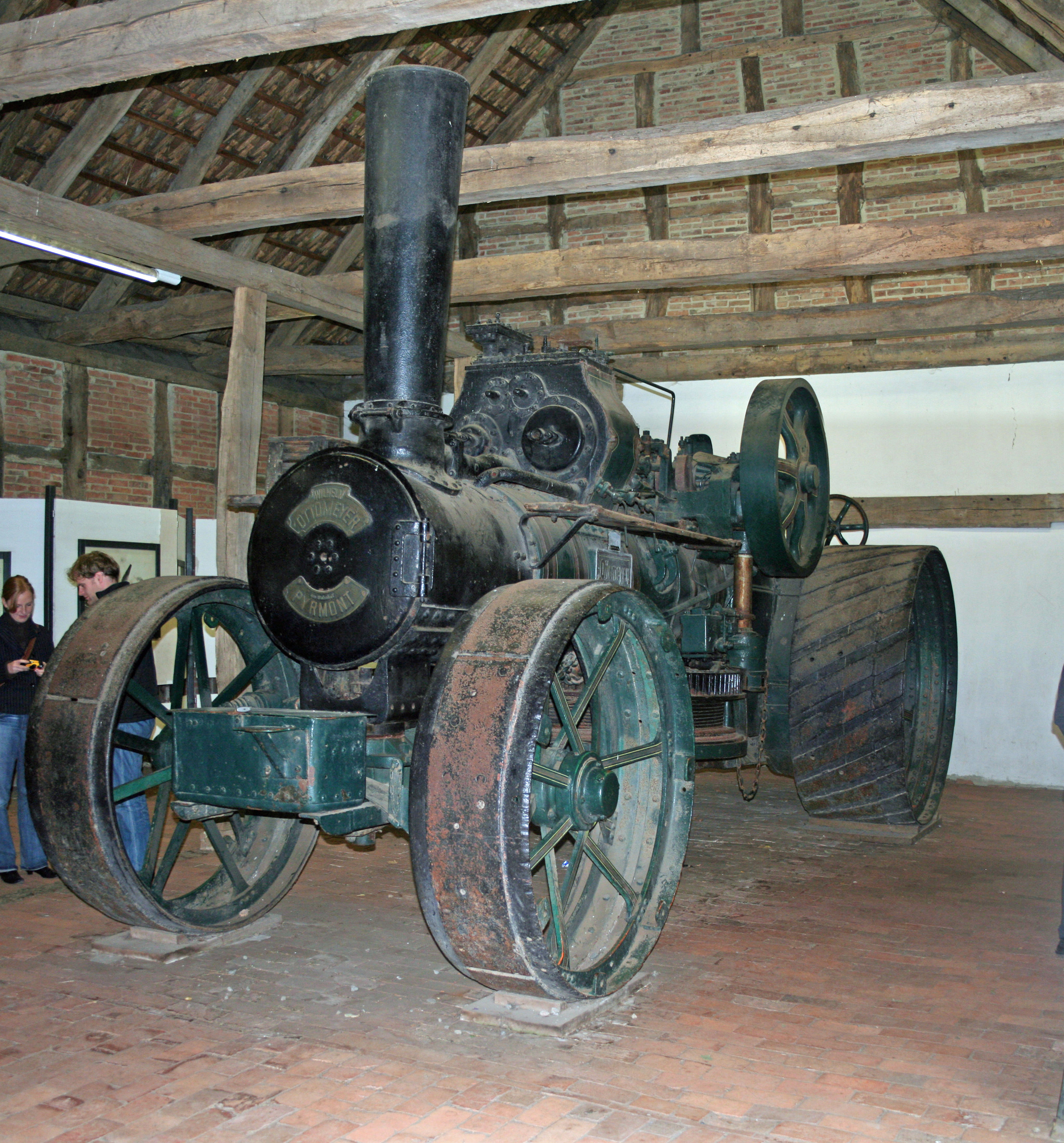
Dampfseilpflug-Lokomotive Heumar der Fa. Ottomeyer im Museumsdorf Cloppenburg. Baujahr 1929, 220 PS, 21 Tonnen Eigengewicht, Kohlenbedarf 160 kg/h, Wasserbedarf 1100 l/d

Ein Kuhlpflug Mammut steht mit zwei der vier dazugehörigen Maschinen im Emsland Moormuseum Geeste-Groß-Hesepe.

## Elektropflug
In Erwartung der von Max Eyth im Jahr 1890 erklärten zukünftigen Bedeutung der Elektrizität in der landwirtschaftlichen Kraftversorgung und einer Bewegung zur Installation von landwirtschaftlichen Kleinkraftwerken bis zum Beginn des Ersten Weltkrieges, experimentierten Elektrounternehmen wie Siemens oder AEG zu Beginn des 20. Jahrhunderts auch mit Elektropflügen. Mit Ausnahme der Antriebsart wurde die Funktionsweise der Dampfpflüge übernommen. Der Elektropflug konnte sich jedoch nicht durchsetzen, bereits in den 1920er Jahren wurden in Deutschland keine Elektropflüge mehr gebaut. Nachteilig waren die schwierig zu handhabenden notwendigen langen und schweren Stromkabel zu den Pflugmaschinen sowie der aufgrund hoher Elektrizitätspreise teure Betrieb.

## Rezeption in der Literatur
Der Heimatdichter Hermann Löns schreibt über die Arbeit eines Dampfpfluges in der Heide:

„Der Dampfpflug.
Die Haide wackelt; sie bebt in ihren Grundfesten. […] Einer von den Männern geht hinter das eiserne Ungetüm, (...) die anderen Leute verteilen sich bei den Dampfmaschinen, die auf einmal heftig an zu arbeiten fangen, daß der Rauch über die Haide fliegt. Es klirrt, rasselt und klappert, und der Dampfpflug setzt sich in Bewegung. Mit zäher Kraft schiebt sich die gewaltige Schar durch den Boden. […] Die Maschinen brummen, schwarzer Qualm und weißer Dampf flattern durch die Luft, und knirschend und knarrend frißt die Pflugschar sich durch den Boden.“